# برندی رودز
برندی الکسیس رونِلز (به انگلیسی: Brandi Alexis Runnels) (با نام خانوادگی پدریِ رید) که در دنیای حرفه‌ای با نام برندی رودز شناخته می‌شود، یک ورزشکار کشتی حرفه‌ای و شخصیت تلویزیون واقع‌نما آمریکایی است.
رودز مدیر ارشد برند پروموشن کشتی حرفه‌ای اول الیت رسلینگ است، جاییکه او به عنوان یک کشتی‌گیر درون رینگ هم فعالیت دارد. پیش از این، او در دبلیودبلیوئی یکی از گویندگان درون رینگ بود، سپس مدتی کوتاه در ایمپکت رسلینگ و رینگ آو آنر کشتی گرفت. او همچنین در برنامه واقع‌گرای شبکه ئی! با نام وگز آتلانتا حضور داشت. پیش از کشتی حرفه‌ای، او یک ورزشکار اسکیت نمایشی و همچنین گوینده اخبار تلویزیون بود.

## زندگی شخصی

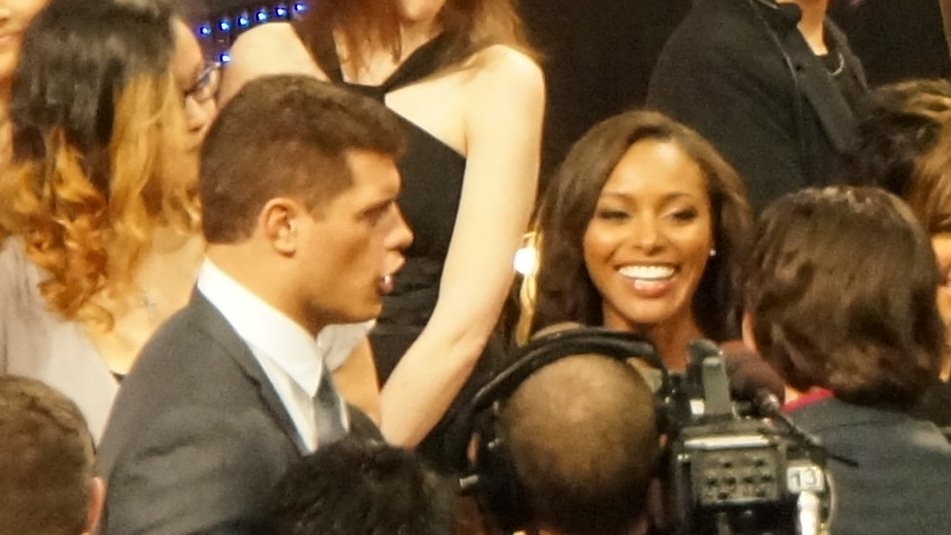
رودز با همسرش کودی در آوریل ۲۰۱۴

رید در ۱۲ سپتامبر ۲۰۱۳ با کودی رودز ازدواج کرد. او اکنون بعنوان کشتی‌گیر و همچنین مدیر ارشد برند در اول الیت رسلینگ فعالیت می‌کند.